# Col du Sanetsch

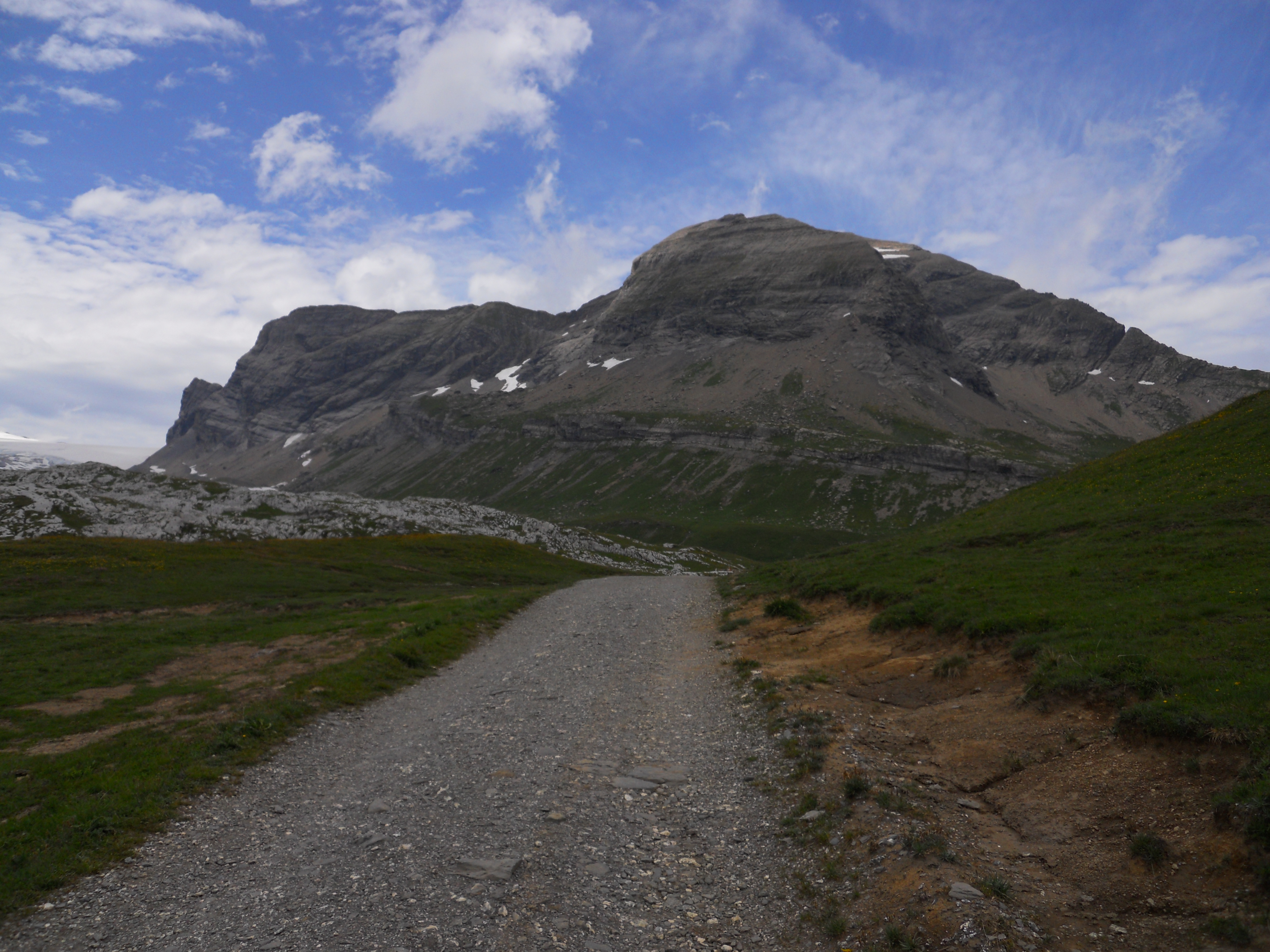
Przełęcz Sanetsch, w głębi Sanetschhore

Col du Sanetsch (fr. dawniej: Col de Sénin, niem. Sanetschpass; 2252 m n.p.m.) – przełęcz w Alpach Berneńskich w Szwajcarii. Leży w całości w granicach gminy Savièse w kantonie Valais.

## Położenie
Przełęcz leży w głównym grzbiecie Alp Berneńskich, pomiędzy masywem Diablerets na zachodzie a masywem Wildhornu na wschodzie. Pierwszym znaczącym szczytem na wschód od przełęczy jest Arpelistock (3035 m n.p.m.), opadający ku przełęczy granią Arpille (fr. Arête de l'Arpille). Od strony zachodniej optycznie przełęcz ogranicza szczyt Sanetschhore (też: Mont Brun, 2924 m n.p.m.), chociaż dział wód omija ten wierzchołek idąc wprost na zachód, ku szczytowi Oldehore (fr. Becca d'Audon, 3123 m n.p.m.).
Główny grzbiet Alp Berneńskich w tym rejonie stanowi fragment głównego europejskiego działu wód między Morzem Północnym a Morzem Śródziemnym. Ku północy spływa spod przełęczy źródłowy tok Sarine, uchodzącej przez Aare do Renu, natomiast ku południu – jeden ze źródłowych cieków Morge, uchodzącej do Rodanu.
Przez przełęcz przebiega także szwajcarska granica językowa: mieszkańcy tej części kantonu Valais u jej południowych podnóży mówią po francusku, natomiast mieszkańcy należącej do kantonu berneńskiego górnej części doliny Sarine – po niemiecku.

## Znaczenie komunikacyjne
Przełęcz była od dawna używana jako piesze przejście między Gsteig w dolinie Sarine (na północy) a miejscowościami w dolinie Morge aż po Sion. W szczególności w dawnych wiekach mieszkańcy kantonu berneńskiego dokonywali przez nią (i przez kilka innych wysokich przełęczy we wzmiankowanym grzbiecie) rozbójniczych napadów na samotne farmy i osiedla w Valais, a pasterze z Valais podobnych rabunków w dolinie Sarine. Do faktów tych nawiązał Charles F. Ramuz w swej powieści La Séparation des races (1922).
Obecnie przełęcz nie ma znaczenia komunikacyjnego. Droga, wiodąca na nią z południa, z Savièse, była zbudowana na przełomie lat 50. i 60. XX w., podczas budowy zapory Sanetsch, jednak dochodzi jedynie do tej zapory, ok. 3,5 km od siodła przełęczy i nie posiada przedłużenia ku północy.

## Turystyka
Przełęcz jest dość licznie odwiedzana przez turystów, z racji interesującego otoczenia jeziora zaporowego Sanetsch i oryginalnych widoków na sąsiednie masywy górskie, w tym na lodowiec Zanfleuron. W 1994 roku, w miejsce starej kolei linowej z czasów budowy zapory, wiodącej z Innnergsteig (1210 m n.p.m.) w dolinie Sarine, wybudowano nową, kabinową, ośmioosobową koleją linową, przeznaczoną dla ruchu turystycznego. Kolej ta, której górna stacja (Sanetsch-Stausee, 2060 m n.p.m.) znajduje się nieco poniżej zapory Sanetsch, funkcjonuje w miesiącach letnich. W sezonie letnim kilkakrotnie w ciągu dnia z Sion, doliną Morge i przez przełęcz Sanetsch aż do zapory kursują także autobusy spółki CarPostal. Pod przełęczą, przy drodze z doliny Morge, na wysokości 2046 m n.p.m., znajduje się niewielki Hôtel-Restaurant du Sanetsch.